# Stausee El Mansour Eddahbi
Der El Mansour Eddahbi-Stausee, manchmal auch El Mansour Ad Dahbi-Stausee  befindet sich östlich der Stadt Ouarzazate im Süden des Hohen Atlas in Marokko. Die Seefläche ist zweigeteilt – der deutlich größere östliche See wird hauptsächlich vom Oued Dadès gespeist; der kleinere westliche Teil hingegen vom Oued Ouarzazate und mehreren kleineren Bächen, die jedoch nur im Winter und im zeitigen Frühjahr Wasser führen.

## Funktion
Der etwa 16 km lange und maximal 5 km breite Stausee dient in erster Linie zur Regulierung des in südöstlicher Richtung austretenden Wadi Draa, dessen Durchflussmenge bei Agdz bzw. bei Zagora vor der Fertigstellung des Stausees je nach Jahreszeit zwischen beinahe 0 m³ und 5600 m³ pro Sekunde schwankte. Bis Zagora – teilweise auch bis Mhamid – kann heute eine halbwegs gleichmäßige Wasserversorgung erreicht werden, auf welche die etwa 25.000 Hektar großen Dattelpalmenhaine und Felder in den Oasendörfern entlang des Flusses angewiesen sind; außerdem schützt eine gleichmäßige Fließgeschwindigkeit die Uferzonen und damit die landwirtschaftlich genutzten Flächen vor allzu starker Erosion.
Seit der Fertigstellung des Stausees haben an seinen zerklüfteten Ufern zahlreiche wohlhabende Marokkaner repräsentative Villen gebaut, deren Rasenflächen mit dem Seewasser bewässert werden. Angeln ist gestattet; Motorboote sind allerdings untersagt.

## Kraftwerk
Das Wasserkraftwerk hat eine installierte Leistung von 10 MW. Die durchschnittliche Jahreserzeugung schwankt mit der Wasserführung des Wadi Draa: sie lag im Jahre 2008 bei 18,4 Mio. kWh und im Jahre 2009 bei 35,7 Mio. kWh.

## Fauna und Flora
Der im Mittel etwa 30 m tiefe See ist die Heimat mehrerer Fischarten geworden, die – ebenso wie Frösche, Eidechsen etc. – von Reihern aller Art gejagt werden. Daneben finden sich zeitweise auch Zugvögel, wie Enten und Haubentaucher ein, die ihrerseits wiederum die bevorzugte Beute von Raubvögeln und Füchsen sind. Nur in wenigen Bereichen der Uferzonen wachsen kleinere Bäume, Buschwerk und Schilf, so dass noch keine Brutgebiete entstanden sind.

## Versandung
Da es keinen Sediment Abfluss gibt, ist das Volumen des Stausee mittlerweile (2022) um 50 % geschrumpft.